# الدولة الروسية (1918-1920)
كانت الدولة الروسية دولةً أُعلنت بموجب مرسوم مؤتمر ولاية أوفا في 23 سبتمبر 1918 (دستور حكومة عموم روسيا المؤقتة) «حول تشكيل سلطة عموم روسيا العليا» من أجل «استعادة وحدة واستقلال روسيا» التي تأثرت بالأحداث الثورية في عام 1917 وتأسيس السلطة السوفيتية وتوقيع معاهدة برست ليتوفسك مع ألمانيا.

## مرسوم مؤتمر ولاية أوفا
شكّل مبعوثو كل من لجنة أعضاء الجمعية التأسيسية، وحكومة سيبيريا المؤقتة، والحكومة الإقليمية المؤقتة لجبال الأورال، وحكومات قوات القوزاق، وحكومات عدد من الكيانات الدولية القومية، وعديد من الأحزاب السياسية لعموم روسيا التي كانت حاضرة في الاجتماع، حكومة عموم روسيا المؤقتة (ما سُمي «مجلس إدارة أوفا»)، والتي ترأسها نيكولاي أفكسنتيف. تبيّن أن حكومة عموم روسيا المؤقتة «وحتى اجتماع الجمعية التأسيسية لعموم روسيا، كانت الحامل الوحيد للسلطة العليا على كامل مساحة الدولة الروسية». نص المرسوم على «نقل جميع وظائف السلطة العليا إلى حكومة عموم روسيا المؤقتة بمجرد أن تطلب ذلك». وبناءً على ذلك، أُلغيت سيادة الكيانات المحلية وحل محلها «الحكم الذاتي الواسع للمناطق» الذي كانت حدوده تعتمد كليًا على «حكمة حكومة عموم روسيا المؤقتة».
كُلفت حكومة عموم روسيا بالمساعدة في تسريع اجتماع الجمعية التأسيسية ثم الخضوع لها من دون قيد أو شرط «باعتبارها السلطة العليا الوحيدة في البلاد».
كان ينبغي أن تنبثق قواعد البنية الدولية القومية لروسيا من المبادئ الاتحادية: «تنظيم تحرير روسيا على أساس الاعتراف بمجالاتها الخاصة من حقوق الاستقلال الذاتي الواسع، نتيجة لكل من السمات الجغرافية والاقتصادية والإثنية، ما يقترح التأسيس النهائي لمنظمة فدرالية قائمة على مبادئ فدرالية مع الاعتراف الكامل للجمعية التأسيسية بحقوق الأقليات القومية التي لا تحتل أرضًا منفصلة بتعريف ذاتها ثقافيًا وقوميًا».
فيما يخص الجيش الروسي، تكلم المرسوم عن الحاجة إلى «إعادة تأسيس جيش روسي موحد قويّ وجاهز للمعركة، وخارج عن نفوذ الأحزاب السياسية» وفي الوقت نفسه «ورفض المنظمات السياسية للجنود وإبعاد الجيش عن السياسة».
حُددت المهمات التالية عاجلةً لاستعادة وحدة روسيا الدولية واستقلالها:
1. الكفاح من أجل تحرير روسيا من السلطة السوفييتية.
2. إعادة توحيد المناطق المنبوذة والساقطة والمبعثرة من روسيا.
3. عدم الاعتراف بالبرست وسائر المعاهدات ذات الطابع الدولي التي أُبرمت بالنيابة عن روسيا وعن أجزائها المنفصلة بعد ثورة فبراير، من قبل أي سلطة غير الحكومة الروسية المؤقتة، واستعادة القوة الحقيقية للعلاقات التعاهدية مع دول الوفاق.
4. استئناف الحرب ضد قوى المركز.

## مركزة الإدارة
في التاسع من أكتوبر 1918، انتقلت حكومة عموم روسيا المؤقتة من أوفا إلى أومسك بشأن اقتراب الجيش الأحمر من أوفا.
في الرابع من نوفمبر، تقدمت حكومة عموم روسيا المؤقتة إلى كافة الحكومات الإقليمية بطلب حلّ مباشر «لكل الحكومات الإقليمية والمؤسسات الإقليمية الوكيلة بلا استثناء» ونقل كل الصلاحيات إلى إدارة حكومة عموم روسيا. في اليوم نفسه، شُكلت الهيئة التنفيذية لمجلس الإدارة، مجلس وزراء عموم روسيا، برئاسة بيتور فولوغدسكي، بناءً على أسس الوزارات والإدارات المركزية لحكومة سيبيريا المؤقتة. كانت هذه المركزة لسلطة الدولة ناتجة عن الحاجة، أولًا وقبل كل شيء إلى «إعادة بناء القوة القتالية للوطن الأم، الضرورية جدًا في الكفاح من أجل إحياء روسيا عظمى وموحدة»، «لتهيئة الظروف الضرورية لتموين الجيش وتنظيم المؤخرة على مقياس عموم روسيّ».
بفضل ذلك، كان من الممكن تحقيق إلغاء كل الحكومات الإقليمية والقومية وحكومة القوزاق في شرق روسيا، وبذلك تعزيز قوى المقاومة المناهضة للبلشفية.

## انقلاب 18 نوفمبر
في 18 نوفمبر 1918، اعتُقل أعضاء مجلس الإدارة الذين كانوا في أومسك، وأعلن مجلس الوزراء تبوّء كامل السلطة العليا ثم قرر تحويلها إلى شخص واحد، ومنحه لقب القائد الأعلى. انتُخب الأميرال ألكسندر كولتشاك عبر قرعة سرية بين أعضاء مجلس الوزراء لهذا المنصب. قبل الأميرال العرض وأعلن تبوء رتبة الآمر الأعلى. شُكلت حكومة روسية جديدة، سُميت تاريخيًا باسم حكومة أومسك، أو حكومة كولتشاك، واستمرت حتى الرابع من يناير 1920.
اعترف كل قادة الجيوش البيض في جنوب وغرب روسيا، وكذلك في سيبيريا والشرق الأقصى بالحكم الأعلى للأميرال كولتشاك، وفي نهاية شهر مايو وبداية يونيو 1919، أذعن الجنرالات أنطون دينيكين وييفجيني ميلر ونيكولاي يودنيتش طوعيًا لألكسندر كوتشاك واعترفوا رسميًا بسلطته العليا على كل جيوش روسيا. أكد الآمر الأعلى في الوقت نفسه على سلطات القادة. تلقى ميلر ويودنيتش بأمر من القائد الأعلى رتبةَ حاكم عام.
من هذه المرحلة فصاعدًا، عملت القوات المسلحة في جنوب روسيا والجيش الشمالي الشرقي والجيش الشمالي والجبهة الشرقية على جبهات هذا الجيش الموحد.
اعتُمد اسم «الجيش الروسي» باعتباره توحيدًا لكل الجبهات البيض، ومُنحت رتبة قادة الجبهة رسميًا من القائد العام لقادة الجيشين الشمالي والجنوبي الغربي الجنرالين يودنيتش وميلر.
واصل ألكسندر كولتشاك المسار الاقتصادي والسياسي لحكومة سيبيريا المؤقتة، وأُبقي على رئيسها السابق، بيتور فولوغدسكي، الذي صار رمزًا في نظر القائد الأعلى بسبب شرعية حكمه، رئيسًا لمجلس الوزراء. في التصريحات الأولى عقب «انقلاب 18 نوفمبر»، أكّدت كل من الحكومة الروسية، القائد الأعلى بنفسه، والحكام البيض وحكومات المناطق الروسية الأخرى التي اعترفت بسلطته، على الحاجة إلى جمع جمعية تأسيسية قومية، والتي كان مفترضًا بها أن تصير مركزًا موحِدًا بحق، من دون مشاركة أي «راديكاليين ثوريين». طُور من أجل هذا قانون انتخابي جديد.

## رموز الدولة

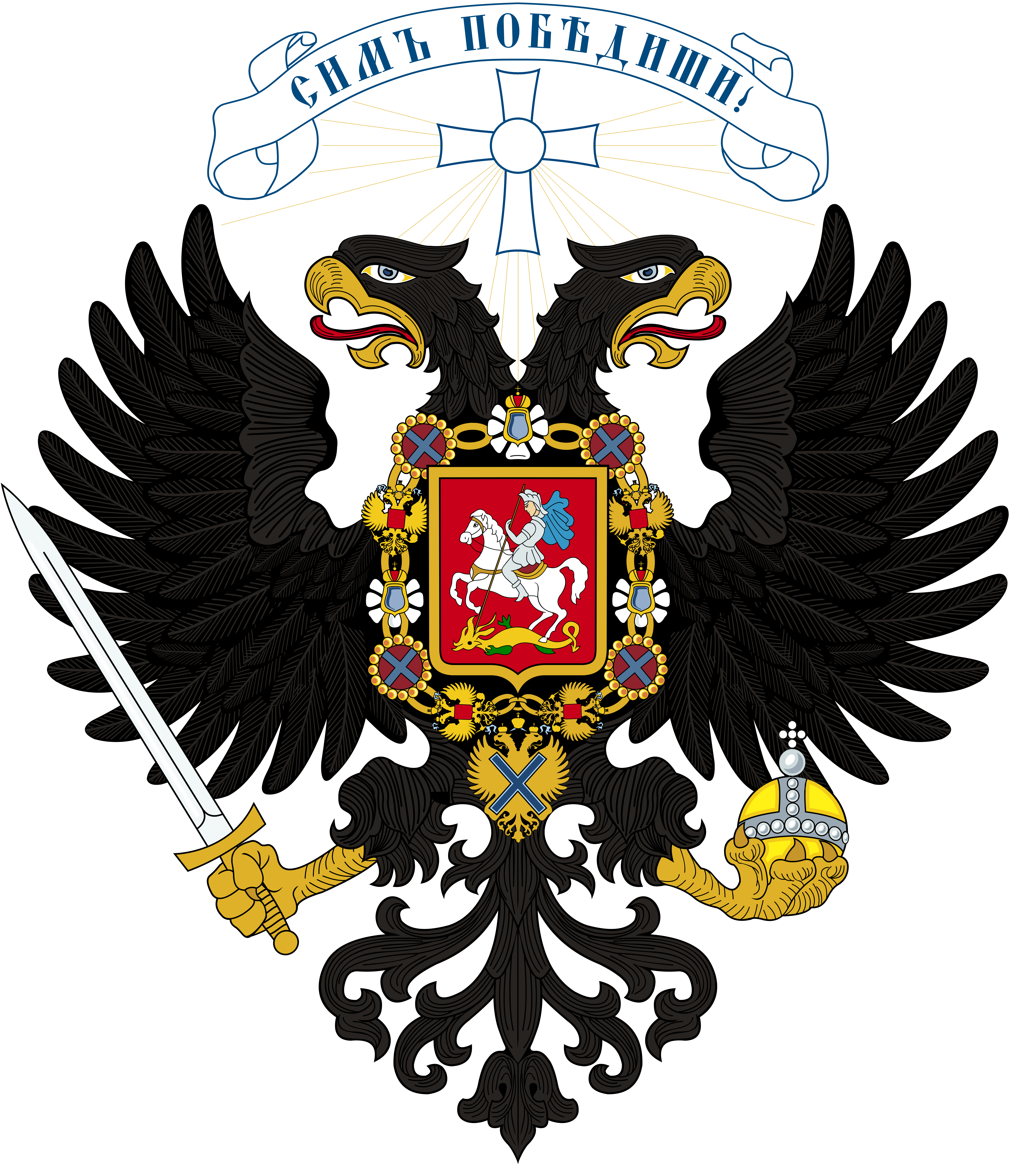
مشروع شعار النبالة للدولة الروسية، الذي استخدمته حكومتا ألكسندر كولتشاك وأنطون دينيكين.

### النشيد الوطني
في 19 نوفمبر 1918، تبنى مجلس الوزراء قرارًا باقتراح من وزير الخارجية يوري كليوشينكوف للنظر في أقدم نشيد روحي للإمبراطورية الروسية، «إن كان ربنا مبجلًا في صهيون» (بقلم ميخائيل خيراسكوف، والموسيقى لديمتري بورتنيانسكي)، كي يكون النشيد الوطني لروسيا. رددت أُسس النشيد ترتيب ترتيلة «حفظ الله التسار!».

### شعار النبالة
في يناير وأبريل من عام 1919، في أومسك، وبمبادرة من جمعية الفنانين ومحبي الفنون الجميلة في منطقة السهب، أُقيمت مسابقات لإبداع نص جديد للنشيد الوطني وشعار دولة جديد. أُعلن في شروط المسابقة أن شعار الدولة «يجب أن يحافظ على صورة عقاب ذي رأسين، ويجب أن يكون مُنسقًا في صيغٍ أكثرَ فنيةً، على أساس الأسلوب الروسي القديم، ويجب أن يتوافق مع الفهم الحديث للزينة»، و«بدلًا عن الشعارات المحذوفة من الحقبة التسارية (التيجان والصولجان والصلاحيات)، يجب أن يكون شعار النبالة مزينًا بشعارات مميزة للدولة الجديدة المنتعشة».
في إبان المسابقة، طُرحت 210 نسخٍ من نص النشيد و97 مشروعًا لشعار الدولة. كان المتسابق الذي اعتُبر ذا أعلى أرجحية للفوز مشروعًا أبدعه فنان من قازان اسمه غليب إلين، وهو عقاب ذو رأسين، انتصب فوقه صليب وشعار «في هذا، ظفر!». حُذفت الشعارات الإقليمية للإمبراطورية الروسية من أجنحة العقاب، لكن أُبقي على شعاري موسكو والقديس جرجس، واختفت التيجان أيضًا، واستُبدل بالصولجان سيف. رغم أن اللجنة لم توافق في النهاية على أي من المشاريع المقدمة، غالبًا ما يُرى مشروع غليب إلين على طوابع مكتبية، وعلى صفحات الصحافة السيبيرية واستُخدم في الأوراق النقدية.
في 9 مايو 1919، أقر مرسوم مجلس وزراء الحكومة الروسية أن رمزية القائد الأعلى علم وراية مع نسر ذي رأسين، لكن من دون دلالات على السلطة «الإمبراطورية».